# Anna et les Maoris
Pour plus de détails, voir Fiche technique et Distribution.
Anna et les Maoris (titre original : Two Loves) est un film américain réalisé par Charles Walters, sorti en 1961.

## Synopsis
Dans une petite ville de Nouvelle-Zélande, Anna Vorontosov, une institutrice approchant la trentaine et toujours célibataire, se consacre entièrement à ses élèves au détriment de sa vie affective et sexuelle réduite à néant. Bien qu’attirée par Paul Lathrope, l'un de ses collègues, elle demeure dans son ascétisme tandis que Paul se trouve lui-même en proie à d'autres tourments…  

## Fiche technique
- Titre : Anna et les Maoris
- Titre original : Two Loves
- Réalisation : Charles Walters
- Scénario : Ben Maddow d’après le roman de Sylvia Ashton-Warner, Spinster
- Dialogues : Ben Maddow
- Musique : Bronislau Kaper
- Direction de la photographie : Joseph Ruttenberg
- Direction artistique : George W. Davis, Urie McCleary
- Décors de plateau : Henry Grace, Hugh Hunt
- Montage : Fredric Steinkamp
- Pays d'origine :  États-Unis
- Langue de tournage : anglais
- Producteur : Julian Blaustein
- Société de production : Julian Blaustein Productions Ltd.
- Société de distribution : Metro-Goldwyn-Mayer
- Format : couleur par Metrocolor — 2.35:1 CinemaScope — monophonique (Westrex Recording System) — 35 mm
- Genre : drame
- Durée : 96 min
- Date de sortie : 
  - Allemagne: 1961 à la Berlinale

## Distribution
- Shirley MacLaine : Anna Vorontosov
- Laurence Harvey : Paul Lathrope
- Jack Hawkins : Abercrombie
- Nobu McCarthy : Whareparita
- Ronald Long : Headmaster Reardon
- Norah Howard : Madame Cutter
- Juano Hernandez : Rauhuia

## Distinction
- Berlinale 1961 : sélection officielle en compétition.